# Ясъюк
Ясъюк или Юсуюк (на гръцки: Ιάσιο, Ясио, катаревуса Ιάσιον, Ясион) е село в Западна Тракия, Гърция. Селото е част от дем Марония-Шапчи.

## География
Селото е разположено на 10 километра северно от Шапчи (Сапес).

## История
В XIX век Ясъюк е българско село в Гюмюрджинска кааза в Одринския вилает на Османската империя. Според „Етнография на вилаетите Адрианопол, Монастир и Салоника“, издадена в Константинопол в 1878 година и отразяваща статистиката на населението от 1873 година, Яса-убелер (Yasa-oubeller) има 48 домакинства и 215 жители българи.
През 90-те години на XIX век в селото под влияние на съседното Калайджидере (Каситера) започва откъсване от българското население от гърцизма и признаване на Българската екзархия. Водители на българщината в селото са първенците Иван Чакъра, кметът Христо, Вълчо Кеменчеджията, Васил Дерменджията и други.
Според статистиката на професор Любомир Милетич в 1912 година в селото живеят 50 български екзархийски семейства.
При избухването на Балканската война в 1912 година 1 човек от Ясъюк е доброволец в Македоно-одринското опълчение.

## Личности
Родени в Ясъюк
- Кралю Неделков Михайлов (1890 – 1916), македоно-одрински опълченец, 3-та рота на 4-та битолска дружина.[6] Младши подофицер, загинал през Първата световна война.[7]